# Københavns jernbanedampgalop
Københavns jernbanedampgalop (originaltitel: Kjöbenhavns Jernbane-Damp-Galop, ofte blot kaldet Jernbanegaloppen) er et musikstykke af H.C. Lumbye skrevet til indvielsen af jernbanestrækningen København-Roskilde 26. juni 1847.
Musikstykket blev i 2006 sammen med to andre galopper af Lumbye en del af Kulturkanonen.